# Farensodde
Farensodde (dansk) eller Fahrensodde (tysk) er betegnelsen for en lille odde på sydsiden af Flensborg Fjord i Flensborg-bydelen Mørvig. Administrativt hører odden under Flensborg Kommune i den tyske delstat Slesvig-Holsten. Før 1910 blev området regnet til den indtil da selvstændige kommune Tvedskov. I den danske tid hørte området under Adelby Sogn (Husby Herred, Flensborg Amt).
Stednavnet er første gang dokumenteret i 1795. Navnet er afledt af glda far (sml. oldnordisk far) for et overfartsted, næs og odde. De sidste led fremhæver det geografiske beliggenhed som halvø. På dansk findes tilsvarende også Farnæsodde. Stedet fungerede altså som færgested til Kollund på nordsiden af fjorden. I 1840 fandtes her fem kådnersted. Selvom bebyggelsen regnedes under Tvedskov, hørte jurisdiktionen dog under Flensborg hospital.
Farensodde er nu hjemsted for Flensborg Yacht Club (FYC) og Segler-Vereinigung Flensburg (SVF). Vest for sejlbådehavnen er der en lille badestrand. Mod syd grænser Farnæsodde til sommerhuskvarteret Strandfred, mod øst til Solitude og mod vest til Tved Mark.